# Rauf Denktaş
Rauf Raif Denktaş ou Denktash (27 de janeiro de 1924 - 13 de janeiro de 2012) foi um político, advogado e jurista cipriota turco. Foi presidente da República de Chipre de 1983 até 2005. Anteriormente foi vice-presidente de seu país de 1973 até 1974; mais tarde, tornou-se reconhecido pela Turquia como Presidente Fundador da República Turca do Norte de Chipre (RTNC), mantendo essa posição até 2005.